# 1045 (szám)
Az 1045 (római számmal: MXLV) az 1044 és 1046 között található természetes szám.

## A szám a matematikában
A tízes számrendszerbeli 1045-ös a kettes számrendszerben 10000010101, a nyolcas számrendszerben 2025, a tizenhatos számrendszerben 415 alakban írható fel.
Az 1045 páratlan szám, összetett szám, szfenikus szám. Kanonikus alakja 51 · 111 · 191, normálalakban az 1,045 · 103 szorzattal írható fel. Nyolc osztója van a természetes számok halmazán, ezek növekvő sorrendben: 1, 5, 11, 19, 55, 95, 209 és 1045.
Nyolcszögszám.
Az 1045 negyvenegy szám valódiosztó-összegeként áll elő, ezek közül legkisebb a 3515.

## Csillagászat
- 1045 Michela kisbolygó